# Liste der Biografien/Dieb
Liste der Biografien |
Portal Biografien |
Personensuche
# |
A |
B |
C |
D |
E |
F |
G |
H |
I |
J |
K |
L |
M |
N |
O |
P |
Q |
R |
S |
T |
U |
V |
W |
X |
Y |
Z |
?
 
Da |
Db |
Dc |
Dd |
De |
Dg |
Dh |
Di |
Dj |
Dk |
Dl |
Dm |
Dn |
Do |
Dq |
Dr |
Ds |
Du |
Dv |
Dw |
Dy |
Dz
 
Dia |
Dib |
Dic |
Did |
Die |
Dif |
Dig |
Dih |
Dij |
Dik |
Dil |
Dim |
Din |
Dio |
Dip |
Diq |
Dir |
Dis |
Dit |
Diu |
Div |
Diw |
Dix |
Diy |
Diz
 
Dieb |
Diec |
Died |
Dief |
Dieg |
Dieh |
Diek |
Diel |
Diem |
Dien |
Diep |
Dier |
Dies |
Diet |
Dieu |
Diev |
Diew |
Diez
Die Liste der Biografien führt alle Personen auf, die in der deutschsprachigen Wikipedia einen Artikel haben. Dieses ist eine Teilliste mit 35 Einträgen von Personen, deren Namen mit den Buchstaben „Dieb“ beginnt.

## Dieb
- Dieb13 (* 1973), österreichischer Improvisationsmusiker im Bereich Turntablism

### Dieba
- Diebäcker, Hermann (1910–1982), deutscher Politiker (CDU), MdB
- Dieball, Heike (* 1959), deutsche Rechtswissenschaftlerin und Hochschullehrerin

### Diebe
- Diebel, Elias, deutscher Holzschneider
- Diebel, Franz (1850–1901), deutscher Hüttenbesitzer und Politiker, MdL
- Diebel, Nelson (* 1970), US-amerikanischer Schwimmer
- Diebel-Ebers, Maren (* 1981), deutsche Gewerkschafterin (DGB) und Volkswirtin
- Dieben, Wilhelm (1891–1955), deutscher Verwaltungsjurist
- Diebenkorn, Richard (1922–1993), US-amerikanischer Maler

### Diebi
- Diebitsch, Carl von (1819–1869), preußischer Architekt
- Diebitsch, Friedrich von (1790–1872), hannoverischer Generalmajor und Kommandant von Northeim
- Diebitsch, Karl (1899–1985), deutscher Maler
- Diebitsch, Oskar von (1823–1906), preußischer Generalmajor
- Diebitsch-Sabalkanski, Hans Karl von (1785–1831), kaiserlich russischer FeldmarschallHans Karl von Diebitsch-Sabalkanski (1785–1831)

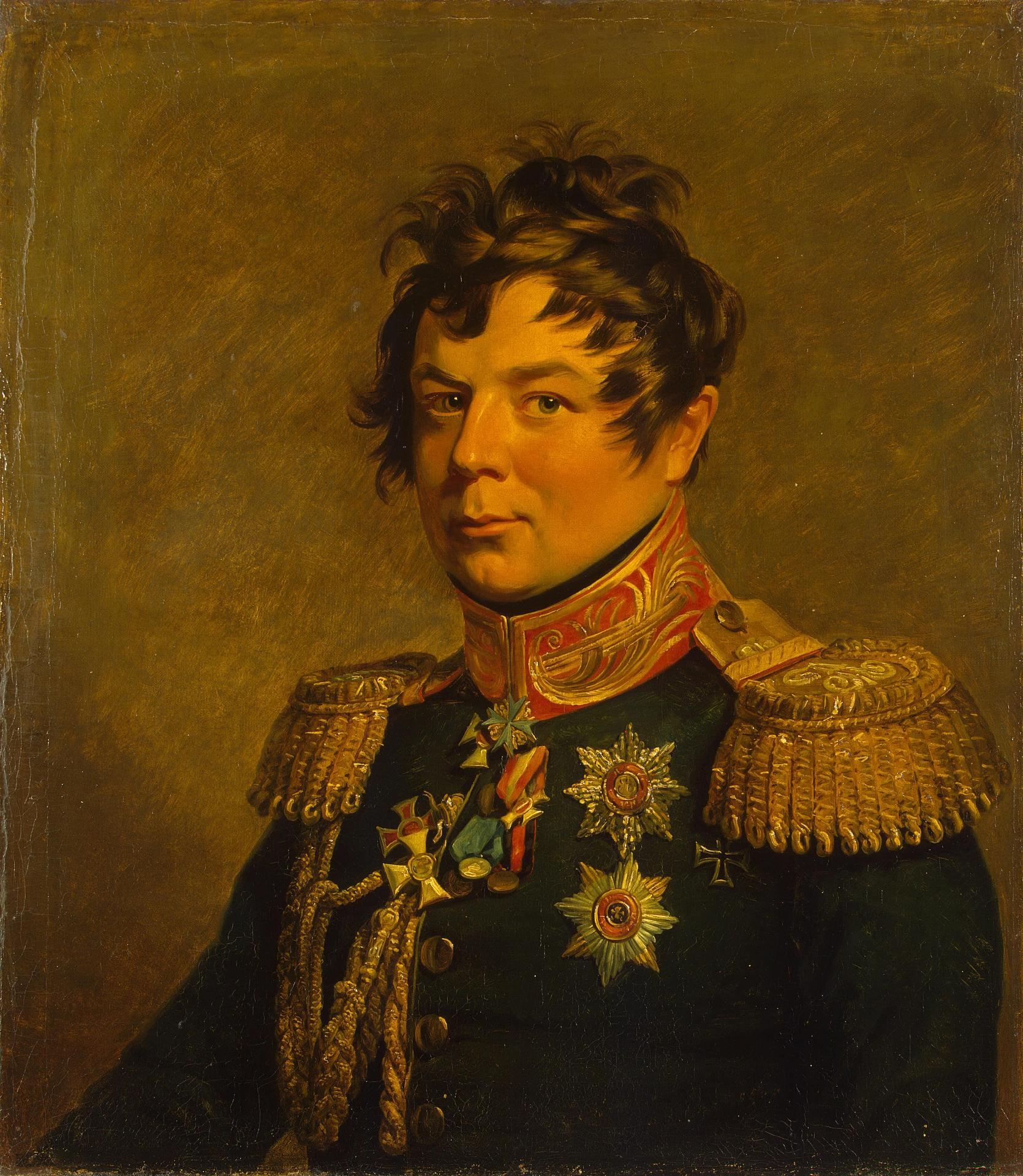
Hans Karl von Diebitsch-Sabalkanski (1785–1831)

- Diebitz, Andreas (* 1965), deutscher Fußballspieler
- Diebitz, Klaus (* 1942), deutscher Fußballspieler

### Diebl
- Diebl, Franz (1770–1859), böhmisch-österreichischer Naturforscher und Professor für Landwirtschaft an der Philosophischen Lehranstalt in Brünn

### Diebn
- Diebner, Bernd J. (1939–2023), deutscher evangelischer Theologe, Alttestamentler, Kirchengeschichtler, Koptologe und Sprachspezialist für Plattdeutsch
- Diebner, Kurt (1905–1964), deutscher KernphysikerKurt Diebner (1905–1964)

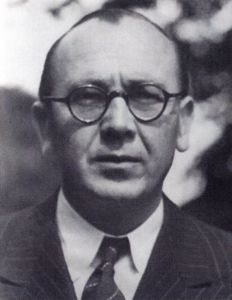
Kurt Diebner (1905–1964)

- Diebner, Sylvia (* 1947), deutsche Klassische Archäologin

### Diebo
- Diebold von Geroldseck († 1531), Benediktinermönch des Klosters Einsiedeln
- Diebold, A. Richard Jr. (1934–2014), US-amerikanischer Anthropologe
- Diebold, Bernhard (1886–1945), schweizerischer Schriftsteller und Dramaturg
- Diebold, Francis X. (* 1959), US-amerikanischer Wirtschaftswissenschaftler und Hochschullehrer
- Diebold, Johann Baptist (1807–1885), deutscher Pfarrer und Abgeordneter
- Diebold, John (1926–2005), US-amerikanischer Computervisionär und Unternehmer
- Diebold, Laure (1915–1965), französische Nachrichtendienstlerin, Mitglied der Résistance
- Diebold, Rose (* 1953), deutsche Tischtennisspielerin
- Diebold, Ulrike (* 1961), österreichische Physikerin und Hochschullehrerin
- Diebolder, Joe (* 1984), deutscher Pilot und Webvideoproduzent
- Diebolt, Daniel (1628–1663), Schweizer Glasmaler und Kupferstecher
- Diebolt-Weber, Michel (1859–1936), deutscher und französischer Senator und Politiker, MdL
- Diebow, Hans (1896–1975), deutscher, antisemitischer Journalist und Schriftsteller

### Diebs
- Diebschlag, Wilfried (1938–2004), deutscher Mediziner

### Diebu
- Dieburger, Johannes, Zisterzienser, Weihbischof des Bistums Worms sowie Titularbischof von Aprus